# Сен-Сирг-де-Прад
Сен-Сирг-де-Прад (фр. Saint-Cirgues-de-Prades, окс. Sant Cirgues de Prades) — коммуна во Франции, находится в регионе Рона — Альпы. Департамент коммуны — Ардеш. Входит в состав кантона Тюэй. Округ коммуны — Ларжантьер.
Код INSEE коммуны — 07223.
Коммуна расположена приблизительно в 500 км к югу от Парижа, в 135 км южнее Лиона, в 29 км к юго-западу от Прива, в долине реки Ардеш.

## Население
Население коммуны на 2008 год составляло 130 человек.
| 1962 | 1968 | 1975 | 1982 | 1990 | 1999 | 2008 |
| ---- | ---- | ---- | ---- | ---- | ---- | ---- |
| 98   | 83   | 69   | 62   | 85   | 98   | 130  |

## Экономика

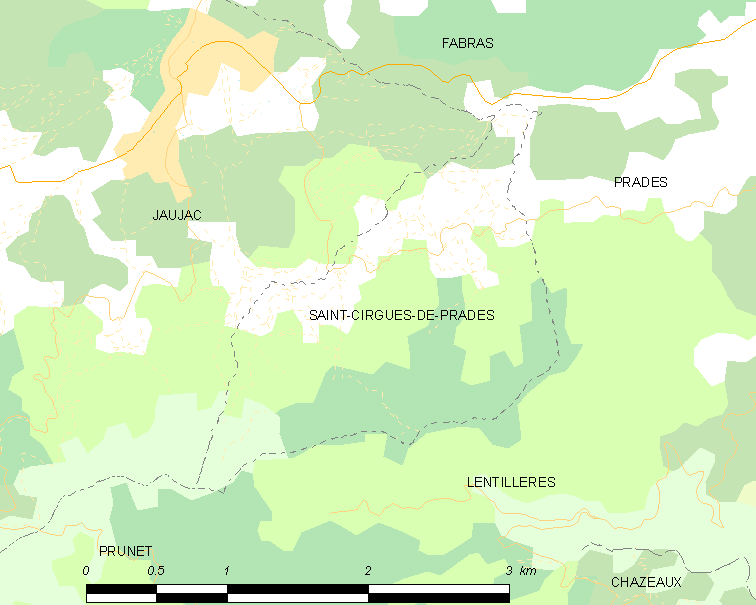
Карта коммуны

В 2007 году среди 74 человек в трудоспособном возрасте (15—64 лет) 47 были экономически активными, 27 — неактивными (показатель активности — 63,5 %, в 1999 году было 67,8 %). Из 47 активных работали 35 человек (18 мужчин и 17 женщин), безработных было 12 (7 мужчин и 5 женщин). Среди 27 неактивных 3 человека были учениками или студентами, 16 — пенсионерами, 8 были неактивными по другим причинам.

## Достопримечательности
- Церковь Сен-Сирг